# Балдунчикс, Юрис
Юрис Балдунчикс (в советский период Юрис Николаевич Балдунчикс; латыш. Juris Baldunčiks; 29 ноября 1950, Екабпилс — 27 июля 2022, Рига) — латвийский лингвист, терминолог, лексикограф, педагог и переводчик. Автор различных научных публикаций (в том числе по истории латышского языка, терминологии, контактной лингвистике) и университетских учебников. Доктор филологии.

## Биография
Юрис родился 29 ноября 1950 в Екабпилсе. В 1977 году окончил отделение английского языка и литературы факультета иностранных языков Латвийского государственного университета. После окончания университета работал в Институте языка и литературы Академии наук младшим научным сотрудником (1978—1986), старшим научным сотрудником (1986—1989) и заместителем директора по научной работе (1990—1992). C 1992 по 1993 год работал заместителем директора Института литературы, фольклора и искусства Академии наук и руководителем проектов. С 1995 по 1997 год преподавал на факультете психологии и педагогики Латвийского государственного университета.
С 1997 по 2022 год работал в Вентспилсской высшей школе — сначала доцентом, затем заведующим кафедрой англистики, а с 2006 года — профессором. До 2014 года директор Центра прикладной лингвистики Вентспилсской высшей школы. С 2013 по 2015 год возглавлял Комиссию по терминологии Латвийской академии наук.

## Научная деятельность
В 1983 году защитил кандидатскую диссертацию на тему «Заимствование англизмов в латышском языке XVII—XX вв.». В 1989 году публикует монографию «Англицизмы в латышском языке» (1989). В 2012 году исследование «Развитие словарей в Латвии: 1991—2010».
Автор 90 статей по заимствованиям, терминологии в различных областях (морское дело, спорт, лингвистика, право, химия, анатомия, энергетика и др.) и истории терминологии, культуре языка, переводу, а также 13 словарей (в том числе «Словарь иностранных слов»). Балдунчикс выступал с докладами на научных конференциях по различным аспектам языковых контактов, развития латышской терминологии и лексики, а также проблем перевода. Преподавал несколько академических курсов в Латвийском государственном университете и Вентспилсском университетском колледже — стилистика английского языка, лексикология английского языка, терминология, лексикография, социолингвистика, американистика, английский язык, перевод. Балдунчикс также читал образовательные лекции по языковым вопросам для широкой общественности.

## Публикации
Ю. Балдунчикс является автором ряда статей в различных изданиях и внес вклад в составление словарей.
- Словарь иностранных слов: более 16 000 иностранных слов и терминологий /под редакции Я. Балдунчиксa. 3., lab. un papild. izd. Rīga: Jumava, 2007., 931 lpp.
- Англо-латышский словарь: около 70 000 переведенных лексических единиц = English-Latvian dictionary: approx. 70,000 translated lexical items / sastādītāji: Z. Belzēja … [un citi]; rediģējis un papildinājis J. Baldunčiks. 4., izlabotais un papildinātais izdevums. Rīga: Jāņa sēta, 2004., 1234 lpp.
- Baldunčiks, Juris. Anglicismi latviešu valodā / Juris Baldunčiks; Latvijas PSR Zinātņu akadēmija. A. Upīša Valodas un literatūras institūts; recenzenti: filol. zin. dokt. L. Ceplītis un filol. zin. kand. V. Broka. Rīga: Zinātne, 1989., 540 lpp.
- Kavalieris, A., Baldunčiks, J., Skujiņa, V. u. c. Kriminālistikas un operatīvās darbības terminoloģijas skaidrojošā vārdnīca latviešu, angļu, krievu un vācu valodā. Rīga: Latvijas Policijas akadēmija, 2007.
- Baldunčiks, J. Pārskats par nozīmīgākajām vienvalodas vārdnīcām: skaidrojošās vārdnīcas, svešvārdu vārdnīcas, etimoloģijas vārdnīca, slenga vārdnīca. Vārdnīcu izstrāde Latvijā: 1991—2010. Rīga: Latviešu valodas aģentūra, 2012., 108—189